# Sebesség
A sebesség egy pontszerű test (vagy egy kiterjedt test egyik pontja) egy kitüntetett (másik) ponthoz viszonyított mozgásának jellemzésére szolgáló fizikai vektormennyiség.
Jele: v, a latin velocitas alapján. A megtett út és annak megtételéhez szükséges idő hányadosaként határozható meg:
{\displaystyle v={\frac {\Delta s}{\Delta t}}}
Mértékegysége ennek megfelelően méter per szekundum (vagy kilométer per óra).

## Meghatározása
Egyenletes mozgás esetén, vagyis ha a test egyenlő időközök alatt egyenlő utakat tesz meg, akkor a test sebességének nagysága a Δt időköz alatt megtett Δs útnak és a Δt időköznek a hányadosa:
{\displaystyle v={\frac {\Delta s}{\Delta t}}\,\!}
Pontosabb, általánosabb meghatározást kapunk (ami nem pusztán egyenletes mozgás esetén igaz), ha a Δt időközöket egyre jobban kicsinyítjük, 0-hoz tartatjuk:
{\displaystyle v(t)=\lim _{\Delta t\rightarrow 0}{\frac {\Delta s}{\Delta t}}={\frac {\mathrm {d} s}{\mathrm {d} t}}={\dot {s}}(t)\,\!}.
Az s = s(t) és a v = v(t) alakok jelzik, hogy mind a test mozgása közben megtett út, mind a sebessége pillanatról pillanatra változhat, a t függvénye. Ennek a függvénynek az adott pillanatban vett értékét nevezzük pillanatnyi sebességnek. Ez, a fenti képlet alapján, az út-idő függvény deriváltja.
A sebesség dimenziója tehát út per idő, egysége lehet pl. cm/s, m/s, km/h stb. Az SI-mértékegységrendszerben méter per szekundum. Minthogy a sebesség koherens az SI-mértékegységrendszerben, dimenziója: {\displaystyle {\mathrm {dim} }\ v=\mathrm {L} ^{1}\mathrm {T} ^{-1}}

## Sebességvektor

Az elmozdulásvektor, mint a helyvektor változása

A sebességnek nemcsak nagysága van, hanem iránya is, vagyis a sebesség vektormennyiség.
Ezt a sebességfogalom általános értelmezése nyújtja. Ehhez abból indulunk ki, hogy a test tetszőleges mozgását a térben - mint a t idő függvényét - az r = r(t) helyvektor írja le. Az előző szakaszban látott levezetést alkalmazhatjuk az r helyvektor összes térbeli komponensére: 
{\displaystyle {\vec {v}}={\frac {\mathrm {d} {\vec {r}}}{\mathrm {d} t}}={\frac {\mathrm {d} \left(r_{x}\cdot {\vec {i}}+r_{y}\cdot {\vec {j}}+r_{z}\cdot {\vec {k}}\right)}{\mathrm {d} t}}=}
{\displaystyle ={\frac {\mathrm {d} r_{x}}{\mathrm {d} t}}\cdot {\vec {i}}+{\frac {\mathrm {d} r_{y}}{\mathrm {d} t}}\cdot {\vec {j}}+{\frac {\mathrm {d} r_{z}}{\mathrm {d} t}}\cdot {\vec {k}},}
ahol {\displaystyle {\vec {i}}}, {\displaystyle {\vec {j}}} és {\displaystyle {\vec {k}}} a koordináta-rendszert kifeszítő vektorok.
Így megkapjuk a v sebességvektor összes térbeli komponensét. Az eredőül kapott v sebességvektor t' időpontban érvényes komponenseinek nagyságát az sAB út térbeli komponenseinek az idő szerinti differenciálhányadosai adják, a t = t' behelyettesítésével.  A v irányát pedig e komponensek eredője mutatja, 
amely egyben a test  mozgási pályájának a t' időpontbeli érintőjének iránya is.

## Egyéb kinematikai sebességfogalmak
- Alakváltozási sebesség: a reológiában, illetve a deformálható testek szilárdságtanában a relatív alakváltozás idő szerint vett derviáltja {\displaystyle \gamma ={\frac {d\epsilon }{dt}}}

Hasonlóképpen {\displaystyle \gamma _{V}={\frac {d\epsilon _{V}}{dt}}} ahol a relatív térfogatváltozás idő szerint vett deriváltjával számolunk (kompressziósebesség). A relatív térfogatváltozás értelmezése: {\displaystyle \epsilon _{V}={\frac {dV}{V}}}
- fázissebesség: a hullámmozgást jellemző hullámhossz és frekvencia aránya. Ezzel a sebességgel haladnak a hullám azonos fázisú pontjai
- fénysebesség: az elektromágneses hullámok terjedési sebessége
- hangsebesség: a hang terjedési sebessége, időegység alatt megtett útja abban a közegben, amelyben terjed
- kozmikus sebesség természetes és mesterséges égitestek pályájának leírásában fontos kritikus sebességek összefoglaló neve.

első kozmikus sebesség vagy körsebesség (a test a Föld kísérője lesz)
második kozmikus sebesség vagy szökési sebesség (a test a Földet elhagyja)
harmadik kozmikus sebesség (a test a Naprendszert elhagyja)
negyedik kozmikus sebesség (a test a Tejútrendszert elhagyja)
- szögsebesség: tömegpont körmozgását, vagy merev test tengely körüli forgását jellemző mennyiség, az egységnyi idő alatt bekövetkező szögelfordulás. Mértékegysége: 1/s.

## Nem kinematikai sebességfogalmak
A mozgó test állapota jellemzésére használt sebességfogalom mintájára használnak más típusú sebességfogalmakat is. Ez lehetőséget ad a sebességfogalom általánosítására is. Eszerint bármilyen mennyiség időbeli változását jellemző mennyiséget sebességnek nevezzük. Például: 
- adatátviteli sebesség: egy átviteli csatornán egységnyi idő alatt átvihető jelek száma, mértékegysége a baud vagy a bit/s
- égési sebesség: gáz és levegő keverékében az égés (lángfront) terjedésének a sebessége
- reakciósebesség: a kémiai reakciók időbeli lejátszódásával kapcsolatos reakciókinetikai fogalom. A reakciósebességet (v) a koncentrációk időegység alatti megváltozása, idő (t) szerinti differenciálhányadosa adja meg, amely a reaktánsok vagy a termékek koncentrációival képezhető
- bármely fizikai mennyiségnek az idő függvényében történő megváltozása sebesség-jellegű fogalom: ilyen például a felmelegedés, vagy lehűlés sebességének mérésére a K/s (Kelvin per szekundum)